# Горный (Туапсинский район)
Го́рный — посёлок в Туапсинском районе Краснодарского края. Входит в состав Шаумянского сельского поселения.

## География
Посёлок расположен в бассейне реки Пшиш, в 5 км от села Шаумян.
Железнодорожная платформа Гойтх на линии «Туапсе—Армавир».

## История
Поселок Горный Шаумянского сельского Совета Туапсинского района зарегистрирован решением Краснодарского крайисполкома от 26 апреля 1963 года.

## Население
| 1989 | 1999  | 2002 | 2010  |
| ---- | ----- | ---- | ----- |
| 1124 | ↘1053 | ↘986 | ↗1036 |

## Улицы
- пер. Исакова,
- ул. Глебова,
- ул. Горячева,
- ул. Исакова,
- ул. Кирова,
- ул. Кузнецова,
- ул. Павлова,
- ул. Романова,
- ул. Советская.